# Remko Bicentini
Remko Bicentini (Nijmegen, 20 februari 1968) is een Nederlands-Curaçaos voormalig profvoetballer en huidig voetbaltrainer. Hij is een zoon van oud-voetballer Moises Bicentini.

## Spelerscarrière
Bicentini speelde van 1986 tot 1988 in totaal 24 wedstrijden (22 competitiewedstrijden en 2 in de nacompetitie) als verdediger voor N.E.C.. Hierna ging hij voor De Treffers spelen en later kwam hij uit voor onder andere Germania, AWC en DIO '30.

## Trainerscarrière
In 2008 was hij assistent-bondscoach van het Nederlands-Antilliaans voetbalelftal naast bondscoach Leen Looyen. Hij volgde Looyen ad-interim op tot de ontmanteling van het land in oktober 2010. Bicentini is initiatiefnemer en trainer van de Dutch Caribbean Stars, en oprichter van de Fundashon Bicentini. In het seizoen 2010/11 werd Bicentini als trainer van zondagamateur Beuningse Boys halverwege het seizoen ontslagen. In het seizoen 2011-2012 werd hij hoofdtrainer van SV Orion waar hij in november 2011 ontslagen werd. Vanaf de zomer van 2011 was hij assistent-bondscoach van het Curaçaos voetbalelftal. In januari 2012 werd hij aangesteld als coach van AWC. In augustus 2016 werd hij bondscoach, als opvolger van Patrick Kluivert. Met Curaçao won hij de Caribbean Cup 2017 en plaatste hij zich voor de CONCACAF Gold Cup 2017, 2019 en 2021. Tevens is Bicentini vanaf 2017 ook hoofdtrainer van Hoofdklasser SV Juliana '31 uit Malden. Eind augustus 2020 werd hij door de Curaçaose voetbalbond uit zijn functie ontheven en vervangen door Guus Hiddink.
In januari 2021 werd Bicentini toegelaten tot de UEFA-Pro opleiding van de KNVB. Hij werd hij assistent bij het Canadees voetbalelftal en kondigde aan medio 2021 te stoppen bij Juliana '31. In het seizoen 2021/22 liep hij als assistent-coach stage bij N.E.C. en behaalde in juni 2022 het diploma van de UEFA-Pro opleiding. Het Canadese team plaatste zich voor het Wereldkampioenschap voetbal 2022. In augustus 2022 keerde hij terug als bondcoach van Curaçao. Daar werd Bicentini eind juli 2023 na tegenvallende resultaten ontslagen.
In maart 2024 werd Bicentini aangesteld als assistent van bondscoach Stanley Menzo bij het Surinaams voetbalelftal.

## Fundashon Bicentini
Met zijn stichting Fundashon Bicentini lanceerde hij in juni 2024 het project "Van straat naar stadion". Door middel van een competitie willen zij het straatvoetbal in de wijken van Curaçao bevorderen. Het gaat daarbij niet alleen om de sportieve ontwikkeling, maar vooral ook om het maatschappelijke aspect van ontmoeting en participatie. Een bonus - malus - systeem moet fair play en het omgaan met winst en verlies stimuleren.

## Erelijst
Als trainer
| Competitie    | Winnaar | Winnaar | Runner-up | Runner-up | Derde   | Derde   |
| Competitie    | Aantal  | Jaren   | Aantal    | Jaren     | Aantal  | Jaren   |
| Curaçao       | Curaçao | Curaçao | Curaçao   | Curaçao   | Curaçao | Curaçao |
| ------------- | ------- | ------- | --------- | --------- | ------- | ------- |
| Caribbean Cup | 1x      | 2017    |           |           |         |         |